# Sławosze
Sławosze [swaˈvɔʂɛ] (tiếng Đức: Henriettenfeld)  là một ngôi làng ở quận hành chính của Gmina Barciany, thuộc huyện Kętrzyński, Warmińsko-Mazurskie, ở miền bắc Ba Lan, gần biên giới với Kaliningrad của Nga. Nó nằm khoảng 11 kilômét (7 mi) phía bắc Barciany, 25 km (16 mi) phía bắc Kętrzyn và 82 km (51 mi) về phía đông bắc của thủ đô khu vực Olsztyn.
Trước năm 1945, khu vực này là một phần của Đức (Đông Phổ).